# Probstia
Probstia is een geslacht van kevers uit de familie van de loopkevers (Carabidae). De wetenschappelijke naam van het geslacht is voor het eerst geldig gepubliceerd in 2002 door Cassola.

## Soorten
Het geslacht Probstia omvat de volgende soorten:
- Probstia astoni Wiesner, 2010
- Probstia triumphalis (W.Horn, 1902)
- Probstia triumphaloides (Sawada & Wiesner, 1999)